# ネイザン・コー
ネイザン・コー（英語: Nathan Coe、1984年6月1日 - ）は、オーストラリアのサッカー選手。オーストラリア代表。ポジションはGK。

## クラブ経歴
U-23オーストラリア代表歴のあるゴールキーパー・マーティン・コーの息子として生まれる。ブリズベンに生まれた彼はブリスベン・ストライカーズFCの下部組織に入団。
その後、2002年にセリエAのインテルナツィオナーレ・ミラノに入団した。2004年にエールディヴィジのPSVアイントホーフェンに移籍したが、出場機会は得られなかった。
2007年1月31日にデンマーク・スーペルリーガのFCコペンハーゲンに移籍。しかしトレーニング中に膝の怪我に遭い、同年5月までは選手復帰出来なかった。同年9月15日のACホーセンス戦で初出場、この時はイェスパー・クリスティアンセンが負傷中であった。この試合を無失点に抑え、1-0での勝利に貢献した。その後、UEFAカップ 2008-09のクリフトンビルFC戦でも出場した。同クラブで合計7試合に出場した彼であるが、そのうち5試合を無失点に抑え、特にリンビーBKとのカップ戦準決勝ではPKを止め決勝進出を勝ち取るのに貢献した。
2009年3月14日には6月30日までの契約でアルスヴェンスカンのエルグリーテISにレンタル移籍をした。その後、ラナースFCに移籍。
2010年6月にはスナユスケのゴールキーパー、デイヴィッド・オーステッドとの交換でスナユスケに移籍した。
2012年10月24日にはAリーグのメルボルン・ビクトリーFCに移籍、母国に復帰した。ニューカッスル・ジェッツ戦で初出場したもののこの試合はエミール・ヘスキーに2得点を奪われ2-1で敗れた。2015年5月23日に契約解除となった。

## 代表歴
2007年11月19日のナイジェリア代表戦で代表初選出となったが、正GKのマーク・シュワルツァーの前に出場機会は無かった。その後2010年11月17日のエジプト代表戦にも招集されたものの、この時も出場とはならなかった。
その後AFCアジアカップ2011の際にメンバーに選出され、同杯の前に行われたアラブ首長国連邦代表との親善試合で途中出場を果たし代表初出場となった。

## 個人成績
| 2002-03        | PSV            | 23             | エール         | 0        | 0        | 0          | 0          | 0        | 0        |
| 2003-04        | PSV            | 23             | エール         | 0        | 0        | 0          | 0          | 0        | 0        |
| デンマーク     | デンマーク     | デンマーク     | デンマーク     | リーグ戦 | リーグ戦 | オープン杯 | オープン杯 | 期間通算 | 期間通算 |
| 2006-07        | コペンハーゲン | 41             | スーペル       | 0        | 0        | 0          | 0          | 0        | 0        |
| 2007-08        | コペンハーゲン | 41             | スーペル       | 1        | 0        | 2          | 0          | 3        | 0        |
| 2008-09        | コペンハーゲン | 41             | スーペル       | 2        | 0        | 1          | 0          | 3        | 0        |
| スウェーデン   | スウェーデン   | スウェーデン   | スウェーデン   | リーグ戦 | リーグ戦 | オープン杯 | オープン杯 | 期間通算 | 期間通算 |
| 2009           | エルグリーテ   | 24             | アル           | 5        | 0        | 0          | 0          | 5        | 0        |
| デンマーク     | デンマーク     | デンマーク     | デンマーク     | リーグ戦 | リーグ戦 | オープン杯 | オープン杯 | 期間通算 | 期間通算 |
| 2009-10        | ラナース       | 18             | スーペル       | 4        | 0        | 0          | 0          | 4        | 0        |
| 2010-11        | スナユスケ     | 1              | スーペル       | 33       | 0        | 0          | 0          | 33       | 0        |
| 2011-12        | スナユスケ     | 1              | スーペル       | 31       | 0        | 3          | 0          | 34       | 0        |
| オーストラリア | オーストラリア | オーストラリア | オーストラリア | リーグ戦 | リーグ戦 | FFA杯      | FFA杯      | 期間通算 | 期間通算 |
| 2012-13        | メルボルンV    | 39             | Aリーグ        | 26       | 0        | 0          | 0          | 26       | 0        |
| 2013-14        | メルボルンV    | 1              | Aリーグ        | 24       | 0        | 0          | 0          | 24       | 0        |
| 2014-15        | メルボルンV    | 1              | Aリーグ        | 23       | 0        | 2          | 0          | 25       | 0        |
| 通算           | オランダ       | オランダ       | エール         | 0        | 0        | 0          | 0          | 0        | 0        |
| 通算           | デンマーク     | デンマーク     | スーペル       | 71       | 0        | 6          | 0          | 77       | 0        |
| 通算           | スウェーデン   | スウェーデン   | アル           | 4        | 0        | 0          | 0          | 4        | 0        |
| 通算           | オーストラリア | オーストラリア | Aリーグ        | 73       | 0        | 2          | 0          | 75       | 0        |
| 総通算         | 総通算         | 総通算         | 総通算         | 148      | 0        | 8          | 0          | 156      | 0        |

## タイトル
PSVアイントホーフェン
- エールディヴィジ: 2005-06

FCコペンハーゲン
- デンマーク・スーペルリーガ: 2006-07

メルボルン・ビクトリーFC
- Aリーグ: 2014-15